# Sílvia Tortosa i López
Sílvia Eulàlia Tortosa i López (Barcelona, 8 de març de 1947 - 23 de març de 2024) va ser una actriu catalana. Va estudiar arts a l'Escola Massana i interpretació a l'Institut del Teatre de Barcelona. Va debutar en el teatre als quinze anys amb el paper de Dorita a El Màgic d'Oz i en el cinema als dinou anys en la pel·lícula El último sábado (1966), de Pere Balañà. Pocs mesos després, apareixia per primera vegada davant les càmeres de TVE, on desenvoluparia una prolífica carrera, tant en la seva faceta d'actriu com de presentadora.
A part de títols cinematogràfics com Pánico en el Transiberiano o Asignatura pendiente, va desenvolupar també la seva carrera sobre els escenaris, amb obres entre les quals figuren Demasiadas cosas prohibidas, El avaro, La herida luminosa i Como, afecto?. A la fi dels any 1970 va fer una incursió en el món discogràfic amb l'enregistrament de dos temes, un dels quals amb lletra de la mateixa Tortosa, que no van arribar a veure la llum. El 1988 va dirigir la seva primera pel·lícula Muñequitas lindas. El 2007 va publicar les seves memòries, amb el títol de Mi vida oculta.
Va estar casada a partir de 1969 amb el director de teatre Hermann Bonnín, des de 1985 amb Charles Davis —que va morir quatre mesos després de la boda— i el 1987 amb David Harper.

## Filmografia

### Cinema
- La tía de Carlos en mini-falda, d'Augusto Fenollar i Ignacio F. Iquino 1966
- El último sábado, Pedro Balañá 1967
- Horror Express, d'Eugenio Martín 1972
- Hasta que el matrimonio nos separe, de Pedro Lazaga 1977
- Asignatura pendiente, de José Luis Garci 1977
- El huerto del francés, de Paul Naschy 1978
- Vota a Gundisalvo, de Pedro Lazaga 1978
- Tobi, d'Antonio Mercero 1979
- La hoz y el Martinez, d'Álvaro Sáenz de Heredia 1984
- Playboy en paro, de Tomás Aznar 1984
- La senyora, de Jordi Cadena 1987
- Fratello dello spazio, de Mario Gariazzo 1988
- La bahía esmeralda, de Jesús Franco 1988
- Los mares del sur, de Manuel Esteban 1990
- La hermana, de Juan José Porto 1997
- Muñequitas lindas, de Sílvia Tortosa 1998
- Bomba de relojería, de Ramón Grau 1998
- Llámame, de Juan Carlos García-Sampedro 2001

### Televisió
- Autores invitados (1966)
- Telecomedia de humor (1968)
- Teatro de siempre (1968)
- Bajo el mismo techo (1970)
- Páginas sueltas (1970)
- Las doce caras de Eva (1971)
- Ficciones (1974)
- El teatro (1974)
- Novela (1968-1978)
- Curro Jiménez (1978)
- Aplauso (1978-1981)
- Teatro estudio (1979)
- Les chevaux du soleil (1980)
- Estudio1 (1970-1981)
- Historias para no dormir (1982)
- Régimen abierto (1986)
- Onassis: El hombre más rico del mundo (1988)
- La huella del crimen 2: El caso de Carmen Broto (1991)
- Vecinos (1994)
- Todos a bordo (1995)
- Yo, una mujer (1996)
- Hostal Royal Manzanares (1996)
- Sota el signe de... (1999)
- El Súper (1999)
- Mujer, casos de la vida real (2001)
- Paraíso (2001)
- Luna negra (2003)
- La Isla de los Famosos (2004)
- Hospital Central (2004)
- Gàbies d'or (2006)
- La Dársena de Poniente (2006)
- Como el perro y el gato (2007)